# Lost in La Mancha
Lost in La Mancha è un documentario del 2002 diretto da Keith Fulton e Louis Pepe. 
La pellicola è incentrata sulla fallimentare realizzazione del film L'uomo che uccise Don Chisciotte di Terry Gilliam, rimasto incompiuto per 20 anni e uscito nelle sale soltanto nel 2018. I registi erano due collaboratori di Gilliam che già in precedenza avevano realizzato le riprese del backstage e un documentario sul film L'esercito delle 12 scimmie di Gilliam.
Le immagini del documentario sono state riprese nel 2000, nelle settimane in cui si è svolta la pre-produzione e la breve produzione del film, e montate e pubblicate nel 2002. Il film è composto fondamentalmente dalle riprese dietro le quinte inerenti alla lavorazione del film e da animazioni e storyboard disegnati dallo stesso Terry Gilliam. Il tutto accompagnato dalla voce narrante dell'attore Jeff Bridges.

## Trama
Nel marzo 2000 il regista Terry Gilliam ottiene la conferma dai produttori per la realizzazione di un film basato sul romanzo picaresco di Cervantes Don Chisciotte della Mancia, riadattato da Gilliam e dallo sceneggiatore Tony Grisoni con un taglio moderno. Nel nuovo soggetto Sancho Panza, lo scudiero di Don Chisciotte, sarebbe dovuto apparire solo all'inizio, per poi esser sostituito da Toby Grosini, un uomo del ventunesimo secolo scaraventato indietro nel tempo, che il protagonista avrebbe confuso per Panza. Il progetto del film è ambizioso, con un budget di più di 32 milioni di dollari (inizialmente 40, in seguito diminuiti a causa dell'abbandono di uno degli investitori) e si impone come una delle più costose produzioni cinematografiche realizzate con fondi esclusivamente europei.
I realizzatori del film comprendono Terry Gilliam alla regia, Rene Cleitman e José Luis Escolar come produttori, Bernard Bouix come produttore esecutivo, Gilliam e Tony Grisoni alla sceneggiatura, Nicola Pecorini come direttore della fotografia, Benjamín Fernández alla scenografia, Gabriella Pescucci e Carlo Poggioli per i costumi.
Johnny Depp viene scelto per interpretare Toby Grosini dallo stesso regista, dopo il proficuo sodalizio in Paura e delirio a Las Vegas. La parte di Don Chisciotte viene affidata all'attore francese Jean Rochefort, il quale deve imparare l'inglese in sette mesi di preparazione. Il resto del cast scelto, che non ha avuto modo di recitare, comprende Vanessa Paradis nel ruolo di Altisidora (riesce solo a fare le prove per i costumi e per il trucco), Miranda Richardson, Ian Holm, Jonathan Pryce, Christopher Eccleston, Bill Paterson e Peter Vaughan. Rochefort e Depp furono gli unici a girare alcune scene (escludendo le comparse, dei carcerati, le guardie e tre giganti, atti a simboleggiare la minaccia dei mulini a vento).
Le riprese iniziano nel settembre del 2000 in una zona deserta a nord di Madrid, vicino ad una base militare. La lavorazione del film è subito inficiata da vari intoppi: uno degli investitori si ritira dal progetto a poche settimane dall'inizio della produzione, Rochefort non riesce a prendere il volo dopo aver avvertito un forte dolore alla prostata ed è costretto a giungere sul set in ritardo, dei jet F16 che volavano in continuazione sopra il set, rendendo le registrazioni degli attori incomprensibili. La situazione non era molto grave: il tutto si sarebbe sistemato grazie al doppiaggio in post-produzione. In seguito la troupe venne colpita da un nubifragio, che rovinò l'equipaggiamento e ridusse il terreno in un pantano: per alcuni giorni fu impossibile tornare sul posto. Una volta ritornata, la troupe si trova davanti ad uno scenario completamente diverso: le dune desertiche, che caratterizzavano la location, sono quasi del tutto sparite ed il colore del terreno è cambiato. Poi l'improvvisa partenza di Jean Rochefort, costretto a tornare a Parigi a causa di un'infezione alla prostata: la produzione cerca di temporeggiare, in attesa del ritorno di Rochefort, concentrandosi su scene che non lo coinvolgono ma a pochi giorni di distanza diventa chiaro che il ritorno dell'attore sarebbe stato difficile. Quest'ultimo fatto è un duro colpo per Gilliam; aveva speso due anni per trovare l'attore giusto per Don Chisciotte, più altri sette mesi serviti a Jean Rochefort per imparare l'inglese.
Nonostante tutti gli sforzi, vari membri della produzione si licenziano e i legali dibattono sull'interpretazione di "cause di forza maggiore" (o "atti divini", come scritto nei documenti), entro le quali, secondo le assicurazioni, dovrebbero ricadere il nubifragio e le precarie condizioni di salute di Rochefort e che esenterebbe le stesse dal risarcire i produttori. La produzione viene cancellata, le compagnie di assicurazione si impossessano della sceneggiatura e risarciscono gli investitori della pellicola, con circa 15 milioni di dollari.
Nel 2002 Gilliam e i suoi investitori tentano di riottenere i diritti della sceneggiatura scritta dal regista. L'esito del loro tentativo rimane avvolto nel mistero.

## Sequel
Nel 2018 L'uomo che uccise Don Chisciotte vede finalmente la luce. Per testimoniare le ulteriori traversie affrontate dal film nel periodo dal 2002 alla data di uscita, nel marzo 2021 esce un trailer di un nuovo documentario, sequel del primo, diretto dagli stessi registi che affronta questi ulteriori 12 problematici anni. Il titolo del documentario è He Dreams of Giants.